# Maxi Priest
Max Alfred "Maxi" Elliott (Lewisham, Londres; 10 de junio de 1961), más conocido como Maxi Priest, es un cantante británico de reggae de ascendencia jamaiquina.

## Carrera
La carrera musical de Priest inició como miembro del grupo Saxon Studio International. Su álbum Maxi (1988) y su versión de la canción "Wild World" de Cat Stevens lo ubicaron en el tope de popularidad entre los cantantes británicos de reggae.
Es uno de los dos representantes de reggae británico (junto a la agrupación UB40) en cosechar un número uno en la lista Billboard estadounidense: "Close to You" (1990). Un dueto con Roberta Flack, "Set the Night to Music", alcanzó el top 10 en Estados Unidos en 1991. Su dueto con Shaggy, "That Girl" (1996), también fue un gran éxito en Norteamérica. 
Después de su etapa de popularidad a comienzos de la década de 1990, Priest empezó a colaborar con artistas como Sly and Robbie, Shaggy, Beres Hammond, Jazzie B, Apache Indian, Roberta Flack, Shurwayne Winchester, Shabba Ranks y Lee Ritenour.
En 2007 fue invitado por UB40 para una serie de conciertos, suceso que fue un éxito total en taquilla. En marzo de 2008 se anunció en la prensa británica que Priest reemplazaría a Ali Campbell como nuevo cantante de UB40. 
El diario Express & Star contradijo estas afirmaciones, indicando que Maxi colaboraría en la grabación de nuevas canciones, pero que el cantante de UB40 sería Duncan Campbell, hermano de Ali y Robin Campbell.
Su álbum Easy to Love (2014) logró ingresar en la lista Top Reggae Albums de Billboard, ubicándose en la segunda posición. El álbum cuenta con 11 nuevas canciones pasando por el Roots Reggae y el Rock , y con luminarias de la música reggae como: Sly Dunbar, Robbie Shakespeare, Earl 'Chinna' Smith, Steven 'Lenky' Marsden, Clive Hunt y labelmate Beres Hammond en el R & B con sabor a 'Without A Woman ". La composición y producción también cuentan con algunos de los mejores talentos del género, incluyendo; Colin 'Bulby' York, Handel Tucker (productor de la exitosa "Close To You") y Donovan Germain. "Easy To Love" de Maxi Priest cuenta con los éxitos "Easy to Love", "Every Little Thing"; "Holiday" y el nuevo single que es un remake de John Mayer hit "Gravity". 
El álbum también incluye un cover del clásico de John McLean “If I Gave My Heart”.

## Discografía

### Álbumes de estudio
- You're Safe (1985)
- Intentions (1986)
- Maxi (1988)
- Bonafide (1990)
- Fe Real (1992)
- Man with the Fun (1996)
- CombiNation (1999)
- 2 the Max (2005)
- Refused (2007)[8]
- Easy to Love (2014)

### Compilados
- Best of Me (1991)
- Collection (2000)
- Maximum Collection (2012)